# Hannemanneia tacapella
Hannemanneia tacapella är en fjärilsart som beskrevs av Émile Louis Ragonot 1887. Hannemanneia tacapella ingår i släktet Hannemanneia och familjen mott. Inga underarter finns listade i Catalogue of Life.